# Mamohato do Lesoto
' Mamohato Bereng Seeiso (Nascida Tabitha' Masentle Lerotholi Mojela, Tebang, Mafeteng, 28 de abril de 1941 - Mantsonyane, Thaba-Tseka, 6 de setembro de 2003) foi a rainha consorte do Lesoto e por três ocasiões Rainha regente de seu país. 

## Biografia
Nasceu em 28 de abril de 1941, filha de Lerotholi Mojela (1895 - 1961), chefe do distrito de Mefeteng, na então Basutolândia, um protetorado britânico na África Austral. Estudou no Bath Training College, no Reino Unido e se formando em economia domestica.  Pouco tempo após a morte de seu pai, se casou com Moshoeshoe II o chefe-supremo da Basutolândia. Em 1966, com a independência do país e a sua renomeação como Lesoto, passou a ser rainha-consorte já que o seu marido se tornou rei. 
Ao se tornar rainha do Lesoto passou a apoiar e investir na educação, construindo escolas e ajudando á desenvolver a educação no país. Em 1970 o então primeiro-ministro do Lesoto, Leabua Jonathan suspende seu marido com o intenção de fortalecer seu partido no país. Mamohato assume como regente durante exatos 6 meses até à volta de seu marido em 5 de dezembro de 1970. Em 1990 assumiu novamente o posto de regente após a segunda deposição de seu marido por um golpe militar, onde permaneceu por 8 meses até a nomeação de seu filho Letsie como novo rei. Em 1995 seu marido retorna ao trono, porém pouco tempo depois acaba falecendo em um acidente automobilístico. Mamohato assume mais uma vez como regente por algum tempo até à nova nomeação e desta vez definitiva de seu filho como rei, assumindo como Letsie III. 
Em viveu seus últimos anos ainda realizando trabalhos para a caridade como sempre fez, ainda ajudando crianças na orfandade e famílias carentes. Foi a fundadora na década de 1980 da Hlokomela Bana um organismo não governamental que auxilia crianças carentes. A palavra Hlokomela Bana significam da palavra sotho Cuidar de Crianças. Por toda esta preocupação com o povo,  foi chamada "Mãe da Nação" por muitos cidadãos.
A rainha faleceu em 6 de setembro de 2003 durante um retiro espiritual em Thaba-Tseka, interior do Lesoto. 

## Filhos
A rainha teve três filhos com o rei Moshoeshoe II. 
- Letsie III (17 de julho de 1963) É o atual rei do Lesoto.
- Seeiso (16 de abril de 1965) É o atual príncipe do Lesoto. Assim como sua mãe realiza trabalhos para a caridade.
- Constança (24 de dezembro de 1969 - 7 de setembro de 1994) Alcunhada de "Masseiso", faleceu em 1994.

## Títulos
- A Princesa Tabitha 'Masentle Lerotholi Mojela (1941 - 1961)
- A Consorte Mamohato (1961 - 1966)
- Sua Majestade a Rainha Mamohato (1966 - 1970, 1970 - 1990 e 1995-1996)
- Sua Majestade a Rainha Regente Mamohato (1970, 1990 e 1996)
- Sua Majestade a Rainha Mãe (1990 - 1995 e 1996 - 2003)